# Barrage de Jinghong
Le barrage de Jinghong est un barrage situé directement sur le Mékong en Chine.
Son remplissage débute le 31 décembre 2020, et cause dans les jours suivants une diminution de plus d'un mètre du niveau du Mékong en aval.